# Jacques Companéez
Jacques Companéez (* 5. März 1906 in Nischyn, Russisches Kaiserreich; † 15. September 1956 in Paris, Frankreich) war ein französischer Drehbuchautor russisch-jüdischer Herkunft.

## Leben
Jacques Companéez war der Sohn eines jüdischen Emigranten aus ukrainischer Provinz Russlands und war zunächst als Dialogautor in Deutschland und der Tschechoslowakei tätig. Nach der Machtergreifung der Nationalsozialisten floh er nach Frankreich und war dort trotz seiner zunächst nur sehr unzureichenden Sprachkenntnisse sehr gefragt als Autor von Unterhaltungsfilmen. Nach der Besetzung Frankreichs durch die Deutschen musste Companéez in den Untergrund, schrieb jedoch auch während dieser Zeit weiter Drehbücher. Die meisten Filme, die nach seinen Vorlagen entstanden, darunter nach dem Krieg einige in Deutschland und Österreich, erreichten keine größere Bedeutung, eine bemerkenswerte Ausnahme ist Goldhelm (1951) unter der Regie von Jacques Becker. Companéez Tochter ist die Regisseurin Nina Companéez.

## Filmografie (Auswahl)

### Drehbuch
- 1932: Tausend für eine Nacht
- 1936: Nachtasyl (Les Bas-fonds)
- 1937: Yoshiwara
- 1938: Katja, die ungekrönte Kaiserin (Katia)
- 1939: Der Fallensteller (Mädchenhändler) (Pièges)
- 1940: Serenade (Sérénade)
- 1943: L'Emigrante
- 1944: Florence ist verrückt (Florence est folle)
- 1945: Solange ich lebe (Tant que je vivrai)
- 1946: Adieu Chérie
- 1946: Der blinde Engel (La foire aux chimères)
- 1946: Hier irrte die Justiz (Contre-enquête)
- 1946: In Teufels Krallen (Copie conforme)
- 1947: Angelockt (Lured)
- 1950: Es geschah in Paris (Souvenirs perdus)
- 1950: Unterwelt von Paris (Le traqué)
- 1951: Fünf Mädchen und ein Mann (A Tale of Five Cities)
- 1951: Goldhelm (Casque d‘or)
- 1951: Wien tanzt
- 1952: Liebenswerte Frauen? (Adorables créatures?)
- 1952: Traumschöne Nacht (Plaisirs de Paris)
- 1952: Verbotene Frucht (Le fruit défendu)
- 1953: Gefährtinnen der Nacht (Les compagnes de la nuit)
- 1953: Zur Liebe verdammt (La rage au corps)
- 1954: An der schönen blauen Donau
- 1954: Das ist Pariser Leben (C’est … la vie parisienne)
- 1954: Meine Schwester und ich
- 1955: Du mein stilles Tal
- 1955: Frauen in Erpresserhänden (Chantage)
- 1955: Mädchen in schlechter Gesellschaft (Le crâneur)
- 1955: Nagana
- 1955: Skandal in Paris (La môme Pigalle)
- 1955: Zwischenlandung in Paris (Escale à Orly)
- 1956: Die blonde Hexe (La sorcière)
- 1956: Ein Schatten auf dem Dach (Je reviendrai à Kandara)
- 1956: Für Männer verboten (Club des femmes)
- 1956: Paradies der Liebe (Folies Bergère)
- 1958: Ein Paß für die Hölle (Visa pour l‘enfer)
- 1963: Geheimagentin in Gibraltar (Gibraltar)

### Literarische Vorlage
- 1950: Graf Orloffs gefährliche Liebe (Shadow of the eagle)